# Simone Lahbib
Simone Nicole Jean Lahbib Ould Cheikl (* 6. Februar 1965 in Stirling, Schottland) ist eine britische Schauspielerin.

## Leben und Karriere
Die Schottin Simone Lahbib wurde als Tochter einer schottischen Mutter und eines algerischstämmigen Franzosen in Stirling geboren. In ihrer schottischen Heimat besuchte sie eine Drama-and Ballet School. Simone Lahbib wirkte in verschiedenen Theateraufführungen, Fernseh- und Kinoproduktionen mit. Größere Aufmerksamkeit erregte sie in der Fernsehserie Bad Girls durch ihre Darstellung der Gefängnisdirektorin Helen Steward, die sich in eine Gefangene verliebt. Diese Rolle bescherte ihr in der Lesben- und Schwulenszene eine riesige Fangemeinde. Im deutschsprachigen Raum wurde sie an der Seite von Hauptdarsteller Robson Green als Detective Inspector Alex Fielding in der im ZDF ausgestrahlten britischen Krimireihe Hautnah – Die Methode Hill bekannt.
Simone Lahbib ist seit dem 10. Mai 2003 mit dem britischen Schauspieler Raffaello Degruttola verheiratet. Im Oktober 2005 wurde sie Mutter einer Tochter.

## Filmografie (Auswahl)

### Filme
- 1986: Die Frau auf dem Foto (The Girl in the Picture)
- 1996: Das Mädchen mit den zwei Gesichtern (The Witch’s Daughter)
- 2000: Long Houl
- 2004: Guter Cop, Böser Cop (Fallen)
- 2004: Call Me
- 2005: Herzlos (Heartless)
- 2005: Red Mercury
- 2008: Ark
- 2008: Zip’n Zoo
- 2010: The Other Side of My Sleep
- 2013: Philomena

### Fernsehserien
- 1992–1995: Taggart
- 1996: Polizeiarzt Dangerfield (Dangerfield) Episodenrolle
- 1996: London Bridge
- 1997–1998: Thief Takers
- 1998: The Young Person’s Guide to Becoming a Rock Star
- 1999–2001: Bad Girls
- 2002: Judge John Deed
- 2003: Family (Miniserie)
- 2004: Monarch of the Glen
- 2006–2008: Hautnah – Die Methode Hill (Wire in the Blood)
- 2012: Downton Abbey
- 2012: New Tricks – Die Krimispezialisten (New Tricks)
- 2015: Crossing Lines
- 2015: Da Vinci’s Demons
- 2020–2021: EastEnders (18 Folgen)
- 2022: Vera – Ein ganz spezieller Fall (Vera)